# Операция „Коронис“
Операция „Коронис“ (на гръцки: Επιχείρηση «Κορωνίς», в превод Операция „Корона“) е операция на Националната армия на Гърция от август 1948 година на планината Грамос срещу комунистическите сили на Демократичната армия на Гърция (ДАГ) по време на Гражданската война в Гърция. Операцията звършва с победа на правителствените сили в тактическо, но не и в стратегическо отношение, тъй като бойците на ДАГ успяват през албанска територия да се изтеглят на съседната планина Вич (Вици). Това е най-дългото и най-тежко сражение през цялата Гражданска война.

## Предистория

### Цел и план на Националната армия
Голямата битка на Грамос, част от Северен Пинд, започва на 14 юни 1948 година и завършва с известната маневра на силите на ДАГ към Вич на 20-21 август същата година. Целта на операцията е окончателно смазване на ДАГ: 
| „ | унищожаване на бандитския контрол на района на Грамос с пълно смазване и унищожаване на бандитските групи там. Установяване на националните сили на Грамос, за да се предотврати повторното му заразяване от бандити. | “ |

Самото име Корона е предназначено да увенчае успеха на предходната операция срещу партизаните „Харавги“ (Зора) от 15 април - 3 май 1948 година. Планът на Националната армия е операцията да продължи 3 до 4 седмици. Той предвижда три фази. Първата включва предвалителни действия за подобряване на базите за разполагане на дивизиите на правителствената армия. Втората фаза предвижда бързи и мощни настъпателни движения по албанската граница в двете посоки, за да се попречи на оттеглянето на силите на ДАГ в Албания. Изграждането на тази „стена“ е предвидено за стане за 3 дена. И накрая, третата фаза предвижда поддържането на преградата към Албания и проникването на правителствената армия във вътрешността на Грамос „за тихо преследване и унищожаване на бандитите“.
Планът „Коронис“ в хода на операциите многократно се променя и не се прилага на практика. Командващият генерал Цакалотос казва: „Не знам кой е главният човек, отговорен за плана за операциите на Грамос от 1948 година. Въпреки това, с право, бойните офицери дадоха на този план името „Детински“. Всъщност този план гласи, че в рамките на 24 часа 9-а дивизия (Манидакис) от Епир и 14-а дивизия (Лайос) от Западна Македония ще бъдат на върха на Грамос, движейки се почти успоредно по албанската граница... Инфантилният план получи своето отмъщение не само, че те не се обединиха в рамките на 24 часа, но тази битка ще струва на нацията над 14 000 убити.“

### Сили, въоръжение и командири

#### Национална армия на Гърция
В битката на Грамос участват 6 от наличните 7 дивизии на Правителствената армия - 1-ва, 2-ра, 8-а, 9-а, 10-а и 15-а - с общо 17 бригади и 52 батальона. Отделно има 11 артилерийски полка и няколко отделни батареи тежки оръдия, 8 отделни картечни роти, всички механизирани части и повече от 70 самолета. Общата им сила се оценява на над 60 000 души. Към тях трябва да се добавят и силите на Министерството на отбраната и Жандармерията, участвали в операциите.
Най-високият ешелон на Националната армия се състои от генерал-лейтенант Димитриос Яндзис, началник на Генералния щаб, контраадмирал Петрос Сакелариу, началник на Военноморския генерален щаб, капитан на група Христос Митилинеос, началник на Военновъздушния щаб, генерал-майор Джеймс Ван Флийт, ръководител на американската военна мисия, генерал-майор Рубен Дженкинс, заместник-ръководител на военната мисия на САЩ и генерал-майор Ернст Даун, ръководител на британската военна мисия. Ръководител на целия този военен щаб е Ван Флийт. Непосредственият по-нисък ешелон на военното ръководство се състои от генерал-лейтенант Трасивулос Цакалотос, командващ 1-ви армейски корпус, генерал-лейтенант Панайотис Калогеропулос, командващ 2-ри армейски корпус, заменен на 8 май 1948 година от генерал-лейтенант Стилианос Китрилакис, генерал-лейтенант Теодорос Григоропулос, командващ 3-ти армейски корпус.
Командирите на участвалите в битката дивизии са: на 1-ва дивизия генерал-майор Томас Пецопулос, на 2-ра дивизия генерал-майор Никос Папаниколау, на 8-а дивизия генерал-майор Андреас Балодимос, на 9-а дивизия генерал-майор Стельос Манидакис, на 10-а дивизия генерал-майор Евтимиос Василас и на на 15-а дивизия генерал-майор Димитриос Лайос.

#### Демократична армия на Гърция
Висшето ръководство на ДАГ се състои от Маркос Вафиадис, лидер на Демократичната армия, Василис Бардзиотас – Фанис, политически комисар на Генералния щаб, и разбира се Никос Захариадис, генерален секретар на Централния комитет на Комунистическата партия на Гърция. В Северен Пинд има две леки пехотни дивизии на ДАГ: силите на Щаба на Западна Македония (ЩЗМ) и 670-та част. Командир на ЩЗМ е Василис Ганятос – Химарос. Действителният командир обаче беше Димитрис Вландас, политически комисар на ЩЗМ и допълнителен член на Политбюро на ЦК на КПГ. Командир на 670-та част е Йоргос Вондициос – Гусиас.
Командирите на бригадите на ЩЗМ са: Илияс Рунис – Барбалиас на 107-ма бригада, Йоргос Георгиадис на 14-та бригада, Димитрис Сиомадис на Бригадата на демократичната младеж и Димитрис Зигурас – Палеологос на 16-та бригада. Командирите на бригадите на 670-та част са: Йоргос Янулис на 102-а бригада, Александрос Росиос – Ипсилантис на 103-та бригада и Павлос Томбулидис на 105-та бригада. В средата на юли 123-та тесалийска бригада, командвана от Михалис Пападамос – Фереос, също подсилва фронта на Грамос.
Началник на Генералния щаб на ДАГ е Стефанос Папаянис, началник на щаба на ЩЗМ е Василис Венецанопулос и на 670-та част Йоргос Калианесис и след това Никос Теохаропулос – Скотидас.
Общата оперативна сила на Щаба на Западна Македония се оценява на приблизително 4500 души, а на 670-та част на приблизително 4100 души. С други думи, общата бойна сила на ДАГ на Грамос е около 8600 души, въоръжени предимно с пехотно оръжие. Според други изчисления силите на ДАГ на Грамос са 12 000 души. Единственото тежко въоръжение, с което разполагат частите на ДАГ, са малко на брой минохвъргачки от различен калибър и 15 планински оръдия. Партизаните обаче правят на Грамос и Вич около 150 km окопи, голям брой скрити огневи точки и големи отбранителни центрове, покрити с минни полета.

## Ход
Настъплението на войските на 2-ри армейски корпус под командването на генерал-лейтенант Калогеропулос започва през нощта на 16 юни. То е предшествано от продължителна артилерийска подготовка и масирани въздушни бомбардировки. След това 15-а и 19-а пехотна дивизия започват атака от североизток и югозапад. По време на петдневните боеве частите на ДАГ изтощават противника още в полето, след което организирано се оттеглят зад първата си отбранителна линия.
След като събраха свежи сили, правителствените войски започват общо настъпление, сега по целия фронт, чиято дължина надхвърля 250 km. Авиацията свободно атакува укрепленията на ДАГ, използвайки „американски бомби от нов тип, способни да създадат температура от 3000 градуса при експлозията и да изгарят всичко в голям радиус“. На 21 юни 2-ра и 10-а дивизия преминават в настъпление със задачата да пробият отбраната на ДАГ от североизток в района на Палиокримини, Пендалофос (Жупан) и Жужел (Зузули), за да се свържат след това с 9-а дивизия, настъпваща от югозапад (района Коница-Клефти). В продължение на 10 дена те не успяват да пробият защитата на ДАГ. Партизанските отряди ги отблъскват с големи загуби. Поврат настъпва на 2 юли, когато правителствените войски успяват да превземат планината Талиарос. След като вкарват свежи сили в битката, те започват офанзива на височините на Тамбури Фурка. От експлозиите на фугасни бомби пламнват пожари в целия район, покрит с гъсти гори. Веднага след като авиацията напуска бойното поле поради настъпването на нощта, атакуващите войски са отблъсквани от партизанско контранастъпление, често придружено от ръкопашен бой.
На 26 юли основните сили на правителствените войски предприемат две нови атаки - от югозапад в посока Клефти и от североизток - на височините Профитис Илияс и Тамбури Фурка. Последват една след друга атаки и контраатаки от двете страни. На 1 август защитниците по заповед на своето командване напускат връх Клефти, който упорито защитават 44 дена. На 5 август, след 60-дневна защита, Профитис Илияс и Тамбури Фурка падат. На техните върхове, обгорени и осакатени от бомби и снаряди, правителствените войски, настъпващи от североизток и югозапад, се обединяват.
Превземането на Тамбури Фурка и Профитис Илияс разделя територията на ДАГ в Северен Пинд на две части, чиито основни сили, след като се оттеглят от района на битката, сега са съсредоточени на север от река Сарандапорос в главния масив Грамос. Само няколко голи върха остават под контрола на ДАГ и те са подложени на въздушни удари ден и нощ. Правителствените командоси, преминавайки тайно през албанска територия, излизат от югозапад в тила на отрядите на ДАГ, защитаващи планинските вериги Голио и Каменик, и ги овладяват. Когато на 11 август в североизточния участък на фронта е загубена и друга важна точка - връх Алевица на Гълъмбица (1518 m), положението на ДАГ става критично.
При тези условия командването на ДАГ решава да изтегли силите си от Грамос и да достигне планинските вериги Вич и Синяк. През нощта на 21 август всички сили ДАГ, с изключение на четири роти, оставени за прикритие, пробиват  фронтовата линия в тесен проход между Алевица и албанската граница и излизат от обкръжението, частично през албанска територия, и стигат до Вич.

## Последици
Веднага след успеха на Грамос Правителствената армия започва настъпление срещу Вич, но претърпява голямо поражение в Сражението на Дъмбенската планина.